# PEC in het seizoen 1968/69
Het seizoen 1968/1969 was het 58e jaar in het bestaan van de Zwolse voetbalclub PEC. De club kwam uit in de Tweede divisie en eindigde daarin op de 18e plaats. Ook werd deelgenomen aan het toernooi om de KNVB beker, hierin werd de club in de eerste ronde uitgeschakeld door Ajax (0–4).

## Wedstrijdstatistieken

### Oefenwedstrijden
| Datum + plaats             | Wedstrijd     | Uitslag       | Scoreverloop                                                                                          |
| -------------------------- | ------------- | ------------- | --- |
| 1 augustus 1968 Leeuwarden | Cambuur – PEC | 3 – 1 (3 – 0) | 10' Hennie Hendriksen 1–0, 26' Hennie Hendriksen 2–0, 28' Henny Weering 3–0, 48' Ben Hendriks (p) 3–1 |

### Tweede divisie
| 1e speelronde                                                               | PEC                                                                                          | 1 – 5 (0 – 2) | Roda JC                                                               |
| 18 augustus 1968 Plaats: Zwolle De Vrolijkheid Toeschouwers: 2.500          | Harrie Lammers 52'                                                                           |               | 34', 71' Walter Kousen 42' Uwe Blotenberg 69', 85' Fred Gillissen     |
| 2e speelronde                                                               | ZFC                                                                                          | 2 – 1 (1 – 0) | PEC                                                                   |
| 25 augustus 1968 Plaats: Zaandam Westzanerdijk Toeschouwers: 1.500          | Jan Brouwer 21' (pen.) Dirk-Jan van Zaane 77'                                                |               | 61' Eddy Brandes                                                      |
| 3e speelronde                                                               | PEC                                                                                          | 0 – 4 (0 – 1) | EDO                                                                   |
| 1 september 1968 Plaats: Zwolle De Vrolijkheid Toeschouwers: 2.500          |                                                                                              |               | 4', 63', 86' Rob Bosdijk 54' Dries Hendriks                           |
| 4e speelronde                                                               | Hermes DVS                                                                                   | 6 – 1 (2 – 1) | PEC                                                                   |
| 8 september 1968 Plaats: Schiedam Harga Toeschouwers: 2.500                 | Piet Teuling 8', 19', 75' Cees van Kooten 61', 68', 72'                                      |               | 12' Eddy Brandes                                                      |
| 5e speelronde                                                               | PEC                                                                                          | 5 – 0 (2 – 0) | AGOVV                                                                 |
| 22 september 1968 Plaats: Zwolle De Vrolijkheid Toeschouwers: 3.000         | Jan Fiechter 10' Theo Kok 13' Puck van der Horst 66', 72', 89'                               |               |                                                                       |
| 6e speelronde                                                               | Zwolsche Boys                                                                                | 0 – 1 (0 – 0) | PEC                                                                   |
| 29 september 1968 Plaats: Zwolle Gemeentelijk Sportpark Toeschouwers: 8.000 |                                                                                              |               | 82' Puck van der Horst                                                |
| 7e speelronde                                                               | PEC                                                                                          | 0 – 5 (0 – 1) | De Graafschap                                                         |
| 6 oktober 1968 Plaats: Zwolle De Vrolijkheid Toeschouwers: 4.500            |                                                                                              |               | 32', 59' Franz Möllers 61' (pen.), 70' Guus Hiddink 76' Henk Overgoor |
| 8e speelronde                                                               | FC VVV                                                                                       | 5 – 3 (1 – 2) | PEC                                                                   |
| 13 oktober 1968 Plaats: Venlo De Kraal Toeschouwers: 3.000                  | Wim Wijnands 28' Frans Derix 49', 87' Don Burhenne 58' Jan Verbong 60'                       |               | 9' Theo Kok 15' Jan Fiechter 75' Benny Carelsz                        |
| 9e speelronde                                                               | PEC                                                                                          | 0 – 3 (0 – 1) | Limburgia                                                             |
| 20 oktober 1968 Plaats: Zwolle De Vrolijkheid                               |                                                                                              |               | 16', 67' Willy Coolen 59' Ferdi Schreven                              |
| 10e speelronde                                                              | Velox                                                                                        | 5 – 1 (2 – 0) | PEC                                                                   |
| 3 november 1968 Plaats: Utrecht Galgenwaard Toeschouwers: 2.000             | Harrie Hilverts 3' Cor Adelaar 43' Paul Behm 49' Gerard Mathijssen 72' Cees van den Berg 88' |               | 64' Ben Hendriks                                                      |
| 11e speelronde                                                              | PEC                                                                                          | 2 – 2 (2 – 0) | SC Gooiland                                                           |
| 17 november 1968 Plaats: Zwolle De Vrolijkheid Toeschouwers: 1.500          | Puck van der Horst 19' Cees Kick 37'                                                         |               | 59', 84' Henk Kanselaar                                               |
| 12e speelronde                                                              | Heerenveen                                                                                   | 2 – 0 (0 – 0) | PEC                                                                   |
| 24 november 1968 Plaats: Heerenveen Gemeentelijk Sportpark                  | Roel Huitema 51' Henk Zoetendal 77'                                                          |               |                                                                       |
| 13e speelronde                                                              | PEC                                                                                          | 0 – 1 (0 – 0) | SC Drente                                                             |
| 1 december 1968 Plaats: Zwolle Sportpark De Vrolijkheid Toeschouwers: 1.500 |                                                                                              |               | 82' Luc Gerdes                                                        |
| 14e speelronde                                                              | Baronie                                                                                      | 3 – 2 (2 – 0) | PEC                                                                   |
| 8 december 1968 Plaats: Breda De Blauwe Kei Toeschouwers: 1.000             | Kees van Ierssel 30', 40' Cees Heijboer 62'                                                  |               | 75' Ben Hendriks 80' Puck van der Horst                               |
| 15e speelronde                                                              | NOAD                                                                                         | 3 – 0 (1 – 0) | PEC                                                                   |
| 15 december 1968 Plaats: Tilburg Gemeentelijk Sportpark Toeschouwers: 300   | Theo Netten 15' Bart Stoovers 62' Ad van der Pas 64'                                         |               |                                                                       |
| 16e speelronde                                                              | PEC                                                                                          | 1 – 1 (0 – 0) | Excelsior                                                             |
| 22 december 1968 Plaats: Zwolle De Vrolijkheid Toeschouwers: 2.000          | Henk Leusink 57'                                                                             |               | 75' Thijs Kwakkernaat                                                 |
| 17e speelronde                                                              | Fortuna                                                                                      | 1 – 1 (1 – 1) | PEC                                                                   |
| 29 december 1968 Plaats: Vlaardingen Floreslaan                             | Ed Verweel 25'                                                                               |               | 17' Henk Leusink                                                      |
| 18e speelronde                                                              | Roda JC                                                                                      | 2 – 1 (2 – 0) | PEC                                                                   |
| 5 januari 1969 Plaats: Kerkrade Kaalheide Toeschouwers: 1.500               | Mejid Chetali 19' Wim Langenhuizen 34'                                                       |               | 76' Folly van Dam                                                     |
| 19e speelronde                                                              | PEC                                                                                          | 3 – 2 (2 – 0) | ZFC                                                                   |
| 12 januari 1969 Plaats: Zwolle De Vrolijkheid Toeschouwers: 2.000           | Wolfgang Glock 10' Henk Leusink 27', 68'                                                     |               | 60', 89' Ab Ruitenbeek                                                |
| 20e speelronde                                                              | EDO                                                                                          | 4 – 2 (2 – 1) | PEC                                                                   |
| 19 januari 1969 Plaats: Haarlem Noordersportpark Toeschouwers: 3.500        | Rob Bosdijk 4', 43', 63', 67'                                                                |               | 25' (85) Henk Leusink                                                 |
| 21e speelronde                                                              | PEC                                                                                          | 2 – 1 (2 – 1) | Hermes DVS                                                            |
| 26 januari 1969 Plaats: Zwolle De Vrolijkheid Toeschouwers: 1.000           | Henk Leusink 1' Theo Kok 5'                                                                  |               | 10' Cees van Kooten                                                   |
| 22e speelronde                                                              | AGOVV                                                                                        | 1 – 2 (0 – 1) | PEC                                                                   |
| 2 februari 1969 Plaats: Apeldoorn Berg & Bos Toeschouwers: 1.100            | Joop Steenhuis 50'                                                                           |               | 18' Wolfgang Glock 73' Henk Leusink                                   |
| 23e speelronde                                                              | PEC                                                                                          | 2 – 0 (1 – 0) | FC VVV                                                                |
| 2 maart 1969 Plaats: Zwolle De Vrolijkheid Toeschouwers: 2.000              | Wolfgang Glock 6' Theo Kok 54'                                                               |               |                                                                       |
| 24e speelronde                                                              | PEC                                                                                          | 1 – 1 (0 – 1) | Zwolsche Boys                                                         |
| 16 maart 1969 Plaats: Zwolle De Vrolijkheid Toeschouwers: 4.000             | Puck van der Horst 72'                                                                       |               | 14' Jan Welles                                                        |
| 25e speelronde                                                              | De Graafschap                                                                                | 5 – 2 (3 – 2) | PEC                                                                   |
| 30 maart 1969 Plaats: Doetinchem De Vijverberg                              | Guus Hiddink 16', 16' Bennie Bartelink 25' Arie Beekman 54', 73'                             |               | 9', 20' Theo Kok                                                      |
| 26e speelronde                                                              | Limburgia                                                                                    | 4 – 3 (3 – 0) | PEC                                                                   |
| 7 april 1969 Plaats: Brunssum Venweg Toeschouwers: 3.000                    | Ferdi Schreven 26', 66' Jacques Maas 37' (pen.) Piet Hermans 40'                             |               | 61' Henk Leusink 72' Ger Schuurman 87' Puck van der Horst             |
| 27e speelronde                                                              | PEC                                                                                          | 1 – 2 (0 – 1) | Velox                                                                 |
| 13 april 1969 Plaats: Zwolle De Vrolijkheid Toeschouwers: 2.000             | Jan Fiechter 79' (pen.)                                                                      |               | 42' Paul Behm 68' Cor Adelaar                                         |
| 28e speelronde                                                              | SC Gooiland                                                                                  | 2 – 0 (1 – 0) | PEC                                                                   |
| 20 april 1969 Plaats: Hilversum Gemeentelijk Sportpark Toeschouwers: 1.500  | Henk Kanselaar 37' Wim Riechelman 76'                                                        |               |                                                                       |
| 29e speelronde                                                              | PEC                                                                                          | 0 – 0         | Heerenveen                                                            |
| 27 april 1969 Plaats: Zwolle De Vrolijkheid                                 |                                                                                              |               |                                                                       |
| 30e speelronde                                                              | SC Drente                                                                                    | 3 – 2 (1 – 1) | PEC                                                                   |
| 11 mei 1969 Plaats: Klazienaveen Mr. Ovingstraat                            | Gerrie de Jonge 20', 86' Tonny Roosken 48'                                                   |               | 42' Theo Kok 47' Jan Fiechter                                         |
| 31e speelronde                                                              | PEC                                                                                          | 2 – 3 (0 – 3) | Baronie                                                               |
| 15 mei 1969 Plaats: Zwolle De Vrolijkheid                                   | Menno Dekker 60' Wolfgang Glock 68'                                                          |               | 24', 38' Ferry Pirard 41' (pen.) Henk van Ierssel                     |
| 32e speelronde                                                              | PEC                                                                                          | 1 – 0 (0 – 0) | NOAD                                                                  |
| 18 mei 1969 Plaats: Zwolle De Vrolijkheid                                   | Martin Haar 60'                                                                              |               |                                                                       |
| 33e speelronde                                                              | Excelsior                                                                                    | 2 – 0 (1 – 0) | PEC                                                                   |
| 26 mei 1969 Plaats: Rotterdam Woudestein Toeschouwers: 1.500                | Hans Bassant 33' Gerrit Kort 60'                                                             |               |                                                                       |
| 34e speelronde                                                              | PEC                                                                                          | 4 – 2 (2 – 1) | Fortuna                                                               |
| 1 juni 1969 Plaats: Zwolle De Vrolijkheid Toeschouwers: 800                 | Wolfgang Glock 8' Puck van der Horst 41', 88' Ben Spanhaak 72'                               |               | 9' Jan Baksteen 78' Jan Hordijk                                       |

### KNVB beker
| 1e ronde                                                             | PEC | 0 – 4 (0 – 3) | Ajax                                                  |
| 14 september 1968 Plaats: Zwolle De Vrolijkheid Toeschouwers: 10.000 |     |               | 6' Sjaak Swart 15' Johan Cruijff 42', 66' Piet Keizer |

## Selectie en technische staf

### Selectie 1968/69
| Nr.           | Nat.               | Naam                    | Competitie | Competitie | Beker      | Beker      | Totaal     | Totaal     | Seizoen    | Vorige club        | Debuut     |            |            |            |
| Nr.           | Nat.               | Naam                    | W          |            | W          |            | W          |            | Seizoen    | Vorige club        | Debuut     |            |            |            |
| Doelmannen    | Doelmannen         | Doelmannen              | Doelmannen | Doelmannen | Doelmannen | Doelmannen | Doelmannen | Doelmannen | Doelmannen | Doelmannen         | Doelmannen | Doelmannen | Doelmannen | Doelmannen |
| ------------- | ------------------ | ----------------------- | ---------- | ---------- | ---------- | ---------- | ---------- | ---------- | ---------- | ------------------ | ---------- | ---------- | ---------- | ---------- |
| -             | Vlag van Nederland | Jo Sip                  | –          | 0          | 1          | 0          | –          | 0          | 1e         | N.E.C.             | –          |            |            |            |
| -             | Vlag van Nederland | Henk Nijland            | –          | 0          | 0          | 0          | –          | 0          | 7e         | ZAC                | –          |            |            |            |
| -             | Vlag van Nederland | Hennie Spijkerman       | 12         | 0          | 0          | 0          | 12         | 0          | 1e         | Jeugd              | –          |            |            |            |
| Verdedigers   |                    |                         |            |            |            |            |            |            |            |                    |            |            |            |            |
| -             | Vlag van Nederland | Gerrit Brugmans         | –          | 0          | 1          | 0          | –          | 0          | 4e         | Heracles           | –          |            |            |            |
| -             | Vlag van Nederland | Jan Bulteel             | –          | 0          | 0          | 0          | –          | 0          | 1e         | Go Ahead           | –          |            |            |            |
| -             | Vlag van Nederland | Puck van der Horst      | –          | 10         | 1          | 0          | –          | 10         | 4e         | Vitesse            | –          |            |            |            |
| -             | Vlag van Nederland | Ab Langevoort           | –          | 0          | 0          | 0          | –          | 0          | 2e         | Go Ahead           | –          |            |            |            |
| -             | Vlag van Nederland | Ger Schuurman           | –          | 1          | 1          | 0          | –          | 1          | –          | Onbekend           | –          |            |            |            |
| -             | Vlag van Nederland | Bart Severijnse         | –          | 0          | 0          | 0          | –          | 0          | 3e         | De Volewijckers    | –          |            |            |            |
| -             | Vlag van Nederland | Ben Spanhaak            | –          | 1          | 0          | 0          | –          | 1          | 3e         | Jeugd              | –          |            |            |            |
| Middenvelders |                    |                         |            |            |            |            |            |            |            |                    |            |            |            |            |
| -             | Vlag van Nederland | Eddy Brandes            | –          | 2          | 1          | 0          | –          | 2          | –          | Onbekend           | –          |            |            |            |
| -             | Vlag van Nederland | Benny Carelsz           | –          | 1          | 0          | 0          | –          | 1          | 3e         | Onbekend           | –          |            |            |            |
| -             | Vlag van Nederland | Folkert (Folly) van Dam | –          | 1          | 1          | 0          | –          | 1          | 2e         | Zwolsche Boys      | –          |            |            |            |
| -             | Vlag van Nederland | Gerrit Dekker           | –          | 0          | 0          | 0          | –          | 0          | 1e         | Onbekend           | –          |            |            |            |
| -             | Vlag van Nederland | Menno Dekker            | –          | 1          | 0          | 0          | –          | 1          | 2e         | Onbekend           | –          |            |            |            |
| -             | Vlag van Duitsland | Wolfgang Glock          | –          | 5          | 0          | 0          | –          | 5          | 1e         | Kansas City Spurs  | –          |            |            |            |
| -             | Vlag van Nederland | Martin Haar             | –          | 1          | 0          | 0          | –          | 1          | 1e         | Onbekend           | –          |            |            |            |
| -             | Vlag van Nederland | Harrie Lammers          | –          | 1          | 1          | 0          | –          | 1          | 2e         | Go Ahead           | –          |            |            |            |
| -             | Vlag van Nederland | Jan van Rooijen         | –          | 0          | 0          | 0          | –          | 0          | 7e         | De Noormanne (ama) | –          |            |            |            |
| -             | Vlag van Nederland | Ben Sneijder            | –          | 0          | 1          | 0          | –          | 0          | 1e         | Velox              | –          |            |            |            |
| Aanvallers    |                    |                         |            |            |            |            |            |            |            |                    |            |            |            |            |
| -             | Vlag van Nederland | Jan Fiechter            | 31         | 4          | 1          | 0          | 32         | 4          | 2e         | AGOVV              | –          |            |            |            |
| -             | Vlag van Nederland | Ben Hendriks            | –          | 2          | 1          | 0          | –          | 2          | 5e         | Zwolsche Boys      | –          |            |            |            |
| -             | Vlag van Nederland | Cees Kick               | –          | 1          | 0          | 0          | –          | 1          | 6e         | De Volewijckers    | –          |            |            |            |
| -             | Vlag van Nederland | Theo Kok                | –          | 7          | 1          | 7          | –          | 6          | 3e         | Onbekend           | –          |            |            |            |
| -             | Vlag van Nederland | Lody Kragt              | –          | 0          | 0          | 0          | –          | 0          | 1e         | Emmeloord (ama)    | –          |            |            |            |
| -             | Vlag van Nederland | Henk Leusink            | –          | 9          | 0          | 0          | –          | 9          | –          | Eindhoven          | –          |            |            |            |
| -             | Vlag van Nederland | Ton Martens             | –          | 0          | 0          | 0          | –          | 0          | 1e         | Velox              | –          |            |            |            |
| Nr.           | Nat.               | Naam                    | W          |            | W          |            | W          |            | Seizoen    | Vorige club        | Debuut     |            |            |            |
| Nr.           | Nat.               | Naam                    | Competitie | Competitie | Beker      | Beker      | Totaal     | Totaal     | Seizoen    | Vorige club        | Debuut     |            |            |            |

### Technische staf
| Naam         | Functie      |
| ------------ | ------------ |
| Joep Brandes | Hoofdtrainer |

## Statistieken PEC 1968/1969

### Eindstand PEC in de Nederlandse Tweede divisie 1968 / 1969
| Stand | Gespeeld | Gewonnen | Gelijk | Verloren | Punten | Doelpunten voor | Doelpunten tegen |
| ----- | -------- | -------- | ------ | -------- | ------ | --------------- | ---------------- |
| 18e   | 34       | 8        | 5      | 21       | 21     | 47              | 82               |

### Topscorers
| #      | Naam               | Goal |
| ------ | ------------------ | ---- |
| 1.     | Puck van der Horst | 10   |
| 2.     | Theo Kok           | 8    |
| 2.     | Henk Leusink       | 8    |
| 4.     | Wolfgang Glock     | 5    |
| 5.     | Jan Fiechter       | 4    |
| 6.     | Eddy Brandes       | 2    |
| 6.     | Ben Hendriks       | 2    |
| 8.     | Benny Carelsz      | 1    |
| 8.     | Folly van Dam      | 1    |
| 8.     | Menno Dekker       | 1    |
| 8.     | Martin Haar        | 1    |
| 8.     | Cees Kick          | 1    |
| 8.     | Harrie Lammers     | 1    |
| 8.     | Ger Schuurmans     | 1    |
| 8.     | Ben Spanhaak       | 1    |
| Totaal | Totaal             | 47   |

| #      | Naam        | Goal |
| ------ | ----------- | ---- |
| –      | Geen speler | 0    |
| Totaal | Totaal      | 0    |

### Punten per speelronde
| Speelronde | 1 | 2 | 3 | 4 | 5 | 6 | 7 | 8 | 9 | 10 | 11 | 12 | 13 | 14 | 15 | 16 | 17 | 18 | 19 | 20 | 21 | 22 | 23 | 24 | 25 | 26 | 27 | 28 | 29 | 30 | 31 | 32 | 33 | 34 |
| ---------- | - | - | - | - | - | - | - | - | - | -- | -- | -- | -- | -- | -- | -- | -- | -- | -- | -- | -- | -- | -- | -- | -- | -- | -- | -- | -- | -- | -- | -- | -- | -- |
| Punten     | 0 | 0 | 0 | 0 | 2 | 2 | 0 | 0 | 0 | 0  | 1  | 0  | 0  | 0  | 0  | 1  | 1  | 0  | 2  | 0  | 2  | 2  | 2  | 1  | 0  | 0  | 0  | 0  | 1  | 0  | 0  | 2  | 0  | 2  |

### Punten na speelronde
| Speelronde | 1 | 2 | 3 | 4 | 5 | 6 | 7 | 8 | 9 | 10 | 11 | 12 | 13 | 14 | 15 | 16 | 17 | 18 | 19 | 20 | 21 | 22 | 23 | 24 | 25 | 26 | 27 | 28 | 29 | 30 | 31 | 32 | 33 | 34 |
| ---------- | - | - | - | - | - | - | - | - | - | -- | -- | -- | -- | -- | -- | -- | -- | -- | -- | -- | -- | -- | -- | -- | -- | -- | -- | -- | -- | -- | -- | -- | -- | -- |
| Punten     | 0 | 0 | 0 | 0 | 2 | 4 | 4 | 4 | 4 | 4  | 5  | 5  | 5  | 5  | 5  | 6  | 7  | 7  | 9  | 9  | 11 | 13 | 15 | 16 | 16 | 16 | 16 | 16 | 17 | 17 | 17 | 19 | 19 | 21 |

### Stand na speelronde
| Speelronde | 1   | 2   | 3   | 4   | 5   | 6   | 7   | 8   | 9   | 10  | 11  | 12  | 13  | 14  | 15  | 16  | 17  | 18  | 19  | 20  | 21  | 22  | 23  | 24  | 25  | 26  | 27  | 28  | 29  | 30  | 31  | 32  | 33  | 34  |
| ---------- | --- | --- | --- | --- | --- | --- | --- | --- | --- | --- | --- | --- | --- | --- | --- | --- | --- | --- | --- | --- | --- | --- | --- | --- | --- | --- | --- | --- | --- | --- | --- | --- | --- | --- |
| Stand      | 18e | 16e | 17e | 18e | 17e | 16e | 17e | 18e | 18e | 18e | 17e | 17e | 18e | 18e | 18e | 18e | 18e | 18e | 18e | 18e | 18e | 18e | 18e | 18e | 18e | 18e | 18e | 18e | 18e | 18e | 18e | 18e | 18e | 18e |

### Doelpunten per speelronde
| Speelronde | 1 | 2 | 3 | 4 | 5 | 6 | 7 | 8 | 9 | 10 | 11 | 12 | 13 | 14 | 15 | 16 | 17 | 18 | 19 | 20 | 21 | 22 | 23 | 24 | 25 | 26 | 27 | 28 | 29 | 30 | 31 | 32 | 33 | 34 | Totaal |
| ---------- | - | - | - | - | - | - | - | - | - | -- | -- | -- | -- | -- | -- | -- | -- | -- | -- | -- | -- | -- | -- | -- | -- | -- | -- | -- | -- | -- | -- | -- | -- | -- | ------ |
| Doelpunten | 1 | 1 | 0 | 1 | 5 | 1 | 0 | 3 | 0 | 1  | 2  | 2  | 0  | 2  | 0  | 1  | 1  | 1  | 3  | 2  | 2  | 2  | 2  | 1  | 2  | 3  | 1  | 0  | 0  | 2  | 2  | 1  | 0  | 4  | 47     |

## Voetnoten
AGOVV · Baronie · SC Drente · EDO · Excelsior · Fortuna · Gooiland · De Graafschap · Heerenveen · Hermes DVS · Limburgia · NOAD · PEC · Roda JC · Velox · FC VVV · ZFC · Zwolsche Boys